# Supercoupe du Portugal féminine de football 2016
L'édition 2016 de la Supertaça Feminina Allianz est la 2e édition de la Supercoupe du Portugal féminine de football et se déroule le 3 septembre 2016 au Estádio Municipal da Marinha Grande à Marinha Grande.
Le match oppose le CF Benfica, vainqueur du Nacional Feminino 2015/2016, de la Taça de Portugal de Futebol Feminino 2015/2016, et tenant du titre, au CF Valadares Gaia, finaliste de la coupe du Portugal.
C'est le Valadares Gaia qui à la grande surprise générale bat le CF Benfica 1 à 0, remportant la 1re Supercoupe de son histoire.

## Résumé du match
C'est l’équipe de Vila Nova de Gaia qui remporte le samedi 3 septembre 2016, à Marinha Grande, sa première Supercoupe de football féminin, en battant le CF Benfica par 1-0. Le CF Valadares Gaia est le grand vainqueur de l’édition 2016, succédant au Futebol Benfica, vainqueur la saison dernière. Cela bien que ce dernier ait eu plus de possessions de balle et beaucoup plus attaqué en première mi-temps, sans réussir à percer la défense du Valadares Gaia. Bien que les joueueses de la Fofó aient pris le contrôle du match, c’est Valadares qui enregistre les deux premiers tirs, mais sans danger. À la 33e minute, Mariana Coelho a le but à ses pieds, elle réussit à se défaire de ses adversaires et à tirer, mais Neide Simões réalise l’arrêt du match.
Les deux équipes arrivent à la pause à égalité sans but, le CF Benfica montre un meilleur football et ont beaucoup de possessions, même si elles ne réussissent pas à conclure. Mais Valadares mise sur la contre-attaque pour surprendre et c’est précisément sur ce genre d'action qu'à la 61e minute, grâce à une « bombe » de "Guita", les bleues et jaunes ouvrent le score. L’ailière récupère le ballon, trouve de l’espace à l’entrée de la surface et tire sans que la gardienne Jamila Marreiros ne puisse réagir, et c'est l’équipe de Gaia qui prend l’avantage. Jouant plus avec le cœur qu’avec la tête, l’équipe de Lisbonne ne réussit pas à égaliser pour amener le match en prolongation.

## Feuille de match
| CF Benfica ·  |                   |     |
| Titulaires :  |                   |     |
|               |                   |     |
| 12            | Jamila Marreiros  |     |
| 3             | Matilde Fidalgo   |     |
| 2             | Sara Ribeiro      |     |
| 4             | Filipa Patão      |     |
| 6             | Sofia Nunes       |     |
| 9             | Andreia Silva     |     |
| 8             | Catarina Realista | 79e |
| 11            | Andreia da Veiga  |     |
| 16            | Mafalda Marujo    |     |
| 20            | Mariana Coelho    | 65e |
| 13            | Joana Vieira      | 62e |
|               |                   |     |
| Remplaçants : |                   |     |
| 1             | Sara Costa        |     |
| 7             | Sílvia Brunheira  | 62e |
| 15            | Dani Veloso       |     |
| 25            | Carla Cardoso     |     |
| 10            | Filipa Galvão     | 65e |
| 21            | Andreia Marques   |     |
| 24            | Joana Flores      | 79e |
|               |                   |     |
| Entraîneur :  |                   |     |
| Pedro Bouças  |                   |     |

| Valadares Gaia · |                   |       |
| Titulaires :     |                   |       |
|                  |                   |       |
| 31               | Neide Simões      |       |
| 7                | Marta Dias        | 67e   |
| 10               | "Sarinha"         | 64e   |
| 17               | Diana Gomes       |       |
| 27               | Mariana Azevedo   |       |
| 4                | Ágata Filipa      |       |
| 22               | Regina Pereira    |       |
| 6                | Inês Maia         |       |
| 19               | Cristina Ferreira |       |
| 21               | "Guita"           | 90+2e |
| 2                | Sara Pereira      |       |
|                  |                   |       |
| Remplaçants :    |                   |       |
| 24               | Catarina Barradas |       |
| 20               | Rita Lima         |       |
| 14               | "Micas"           | 64e   |
| 18               | Sofia Meireles    |       |
| 51               | Evy Pereira       | 90+2e |
| 8                | Rita Cheganças    | 67e   |
| 21               | "Tété"            |       |
|                  |                   |       |
| Entraîneur :     |                   |       |
| Sérgio Barreto   |                   |       |

| CF Benfica ·  |                   |     |
| Titulaires :  |                   |     |
|               |                   |     |
| 12            | Jamila Marreiros  |     |
| 3             | Matilde Fidalgo   |     |
| 2             | Sara Ribeiro      |     |
| 4             | Filipa Patão      |     |
| 6             | Sofia Nunes       |     |
| 9             | Andreia Silva     |     |
| 8             | Catarina Realista | 79e |
| 11            | Andreia da Veiga  |     |
| 16            | Mafalda Marujo    |     |
| 20            | Mariana Coelho    | 65e |
| 13            | Joana Vieira      | 62e |
|               |                   |     |
| Remplaçants : |                   |     |
| 1             | Sara Costa        |     |
| 7             | Sílvia Brunheira  | 62e |
| 15            | Dani Veloso       |     |
| 25            | Carla Cardoso     |     |
| 10            | Filipa Galvão     | 65e |
| 21            | Andreia Marques   |     |
| 24            | Joana Flores      | 79e |
|               |                   |     |
| Entraîneur :  |                   |     |
| Pedro Bouças  |                   |     |

| Valadares Gaia · |                   |       |
| Titulaires :     |                   |       |
|                  |                   |       |
| 31               | Neide Simões      |       |
| 7                | Marta Dias        | 67e   |
| 10               | "Sarinha"         | 64e   |
| 17               | Diana Gomes       |       |
| 27               | Mariana Azevedo   |       |
| 4                | Ágata Filipa      |       |
| 22               | Regina Pereira    |       |
| 6                | Inês Maia         |       |
| 19               | Cristina Ferreira |       |
| 21               | "Guita"           | 90+2e |
| 2                | Sara Pereira      |       |
|                  |                   |       |
| Remplaçants :    |                   |       |
| 24               | Catarina Barradas |       |
| 20               | Rita Lima         |       |
| 14               | "Micas"           | 64e   |
| 18               | Sofia Meireles    |       |
| 51               | Evy Pereira       | 90+2e |
| 8                | Rita Cheganças    | 67e   |
| 21               | "Tété"            |       |
|                  |                   |       |
| Entraîneur :     |                   |       |
| Sérgio Barreto   |                   |       |